# 322P/SOHO
322P/SOHO (désignations provisoire (et désignations internes SOHO) : P/1999 R1 (SOHO-85), P/2003 R5 (SOHO-661), P/2007 R5 et P/2011 R4) est une comète périodique du système solaire, découverte le 4 septembre 1999 par l'observatoire spatial SOHO.